# Arzneimittelinformationspublikationssystem
Das Arzneimittelinformationspublikationssystem (AIPS) ist das zentrale Schweizer Arzneimittelverzeichnis für Fach- und Patienteninformationen (Packungsbeilagen) um die Veröffentlichungsanforderungen gemäss Art. 29 der Arzneimittelverordnung zu erfüllen
Seit dem 1. Januar 2013 müssen alle Schweizer Pharmaunternehmen ihre Fach- und Patienteninformationen als Voraussetzung für die Arzneimittelzulassung in AIPS publizieren. Die dortige Publikation der Arzneimittelinformationen ist für die Pharmaunternehmen kostenlos. Alle gesammelten Informationen sind Public Domain und können vom Fachpublikum als auch der allgemeinen Öffentlichkeit eingesehen werden sowie von Datenveredlern täglich kostenlos als XML heruntergeladen werden. In der Fachwerbung für Arzneimittel darf für ausführliche Arzneimittelinformationen nur noch auf die URL www.swissmedicinfo.ch der Plattform verwiesen werden. Dies ist durch Art. 6 Abs. g der Arzneimittel-Werbeverordnung (AWV) geregelt.
Seit dem 1. Januar 2019 wird AIPS durch die Stiftung Refdata im Auftrag der Zulassungs- und Kontrollbehörde für Heilmittel in der Schweiz, Swissmedic, betrieben. Grundlage ist Art. 67 HMG, Abs. 3.

## Geschichte
Seit 1979 wurde von der Documed AG in Basel das Arzneimittel-Kompendium der Schweiz herausgegeben. Da Swissmedic die vollständige Publikation aller Arzneimittelinformationen in einem Werk vorschrieb, war das Arzneimittel-Kompendium lange die einzige derartige Publikation in der Schweiz. Alle Zulassungsinhaberinnen waren verpflichtet, ihr Daten im Arzneimittel-Kompendium zu veröffentlichen, wofür Documed von den Unternehmen bezahlt wurde. Das Arzneimittel-Kompendium wurde im Gegenzug kostenlos in ca. 34.000 Exemplaren an zur Abgabe von Medikamenten berechtigten Personen verteilt.

### Rechtsstreite
Das Unternehmen ywesee (gesprochen why we see) versuchte einen Vertrag mit Documed über die Publikationsrechte für die Arzneimittelinformationen zu bekommen. Als dies aufgrund von nach Einschätzung von ywesee zu hohen Preisen scheiterte, reichte ywesee am 11. November 2003 bei der Schweizer Wettbewerbskommission (WEKO) eine Anzeige gegen Documed ein, da es nicht möglich sei, ein Konkurrenzprodukt zum Arzneimittel-Kompendium zu veröffentlichen. Ausserdem lud ywesee alle Arzneimittelinformationen von der Datenbank von Documed herunter. Im Dezember 2003 wurde ywesee (zu dem Zeitpunkt noch Einzelunternehmen) mit einer Superprovisorischen Verfügung von Documed wegen der Übernahme von Daten aus dem Arzneimittel-Kompendium in die Website oddb.org konfrontiert. Diese Verfügung wurde im Januar 2004 vom Zivilgericht Basel-Stadt aufgehoben. Per Ende 2004 wurde Documed von der Galenica Gruppe übernommen. Am 11. Februar 2005 reichte Documed die Hauptklage ein. Die Klage der Documed wurde vom Schweizer Bundesgericht in einem Leitentscheid unter anderem auch deshalb abgewiesen, weil es sich bei der Fach- und Patienteninformation um eine amtliche geforderte Information handelt. Amtlich geforderte Sammlungen können in der Schweiz nicht urheberrechtlich geschützt werden. In der Folge des Entscheids wurde die Publikation von Patienteninformationen via oddb.org als alternativer Publikationsweg von Swissmedic zugelassen, aber auch dieser Publikationsweg war für die Zulassungsinhaberin mit Zahlungen, diesmal an ywesee, verbunden.
Der Leitentscheid des Schweizer Bundesgerichts vom 13. Februar 2008 im Rechtsstreit zwischen Documed und ywesee und die Verfügung der Wettbewerbskommission vom 7. Juli 2008 in dieser Sache bildeten die Grundlage für ein Urteil des Bundesverwaltungsgerichts (BVGER) vom 17. Juni 2011 in einem Prozess der Laboratoire homéopathique Jacques Reboh et fils wegen einer Auflage bei der Zulassung eines homöopathischen Heilmittels gegen Swissmedic, in dem die Publikationspraxis für Fach- und Patienteninformationen via ein privates Unternehmen (Documed, ywesee) für unzulässig erklärt wurde.

### Aufbau von AIPS
Das Bundesverwaltungsgerichtsurteil vom 17. Juni 2011 resultierte darin, dass Swissmedic die Entwicklung einer eigenen IT-Lösung für ein vollständiges Verzeichnis der Fach- und Patienteninformationen beschloss, das Arzneimittelinformationspublikationssystem AIPS. Aufträge von Schweizer Bundesbehörden, welche den Betrag von CHF 248'000 überschreiten, müssen über eine WTO-Ausschreibung vergeben werden. Die WTO-Ausschreibung der Swissmedic wurde aufgrund des wirtschaftlich günstigsten Angebots von der HCI Solutions, einer Tochterunternehmung der Galenica-Gruppe, gewonnen. Das gewonnene Ausschreibungsvolumen für das Erstellen und Betreiben der Plattform beträgt CHF 475'000 über 5 Jahre.

### Bedeutung der Urteile und der Publikationspflicht im AIPS
Auf Grund der Rechtsstreite befinden sich nun alle Fach- (Deutsch und Französisch) und Patienteninformationen (Deutsch, Französisch und Italienisch) der Schweiz im Public Domain und sind kostenlos als XML für jedermann erhältlich. Somit kann heute jeder eine Software mit den AIPS-Daten bauen, ohne vorher andere Unternehmen um Erlaubnis fragen zu müssen. Wären die Fach- und Patienteninformationen urheberrechtlich geschützt, könnte man diese Daten nicht kostenlos beziehen.
Verschiedene Artikel in der Schweizerischen Ärztezeitung reagierten kritisch auf die veränderten Umstände bezüglich Publikation der Fachinformation. Auch politisch wurde das Urteil aufgrund einer Interpellation des Abgeordneten Ignazio Cassis thematisiert.
Seit dem 1. Januar 2014 werden die Fachinformationen der Schweizer Pharmafirmen nicht mehr in Papierform publiziert. Die Patienteninformation wurde in der Schweiz noch nie in einem umfassenden Buch publiziert.